# Mama Ocllo

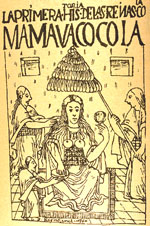
Darstellung von Mama Ocllo

Mama Ocllo (in peruanischer Quechua-Schreibung Mama Uqllu) ist in der Mythologie der Inka eine fortpflanzungsfähige Gottheit und Mutter. In einer Legende der Inka ist sie die Tochter des Sonnengottes Inti und dessen Frau Mama Killa, sowie Schwester des ersten Inka-Herrschers Manco Cápac.
Zusammen mit ihr soll ihr Bruder Manco Cápac von Inti auf die Erde gesandt worden sein, um die Welt zu verbessern. Inti gab ihnen einen goldenen Stab (Tupayawri) mit, der an einem fruchtbaren Ort in den Boden sinken sollte, an dem sie eine Stadt gründen konnten. Sie sollen auf der Sonneninsel im Titicacasee die Erde erreicht haben und nach einiger Suche sei der Stab im Boden versunken, woraufhin sie die Stadt Qusqu (Cusco) und damit das Inkareich gründeten.